# Lurio splendidissimus
Lurio splendidissimus är en spindelart som beskrevs av Lodovico di Caporiacco 1954. Lurio splendidissimus ingår i släktet Lurio och familjen hoppspindlar. Inga underarter finns listade i Catalogue of Life.